# Bertinus
Bertinus (Orval bij Coutances, ca. 615 - Sint-Omaars, ca. 709), ook wel Bertinus van Artesië genoemd, is een heilige die leefde in de 7e eeuw en 8e eeuw en zowel door rooms-katholieke als door orthodoxe christenen wordt vereerd.

## Leven
Bertinus was een missionaris, onderwezen in het klooster van Columbanus in Luxeuil, en tweede abt van de later naar hem genoemde abdij van Sint-Bertinus in Sithiu (het huidige Sint-Omaars). Een eerste abdij werd gebouwd in de Audomaarse moerassen. Dit Vetus monasterium of 'Oude klooster' bevond zich in het huidige Sint-Momelijn (Frans: Saint-Momelin) in Noord-Frankrijk, maar werd door de ongunstige ligging heropgericht in Sint-Omaars. 
Bertinus zou aanvankelijk zijn ingetreden in het klooster van Luxeuil als voorbereiding op zijn toekomstige missioneringen. Hij werkte mee aan de kerstening van de Morini, de stam die met de Menapiërs de Belgische kuststreek bevolkte. Volgens de in de abdij van Sint-Bertinus ontstane vita uit de 9e eeuw zou Bertinus rond 638 met twee broeders (Mommolinus en Ebertramnus) naar Terwaan getrokken zijn om er Audomarus te helpen met de missie. In Terwaan stichtte Bertinus een klooster met een gasthuis voor armen, met de medewerking van Winok.

## Naleven
Op 16 juli 1050 werden zijn relieken in de kerk door abt Bovo teruggevonden en plechtig in een nieuwe reliekschrijn ondergebracht. Tijdens de Franse Revolutie gingen zowel zijn schrijn als de relieken verloren.
Lange tijd is onterecht aangenomen dat Bertinus niet in Normandië, maar in Konstanz werd geboren. De gedachtenis van Bertinus wordt steeds gevierd op 5 september. Het translatiefeest valt op 16 juli. De verering van Bertinus situeerde zich vooral in de door hem gestichte abdij. Naast een tweetal vitae is er een Liber miraculorum bekend en een Inventio.

Simon Marmion, Retabel van Saint-Omer: Scènes uit het leven van Bertinus, Gemäldegalerie, Berlin.